# Баглаєнко Олександр Григорович
Баглаєнко Олександр Григорович (27 грудня 1933, Ізюм, Харківська область — 3жовтня 2005, Кременчук, Полтавська область) — лікар вищої категорії, завідувач хірургічним відділенням, голова науково-практичного товариства хірургів міста, член президії Асоціації дитячих хірургів України. 

## Життєпис
У 2004 р. мешканці Кременчука визнали його «Людиною року». Саме за участі Олександра Баглаєнка  була організована дитяча хірургічна служба у Кременчуці. Працював у Кременчуцька міська дитяча лікарня з 1976 по 2005 рр. 
Похований на Новоміському кладовищі. 

## Вшанування пам'яті
- Щороку у 20-х числах грудня, починаючи з 2005 р., у Кременчуці проходить відкритий турнір з боксу серед юнаків пам’яті дитячого хірурга Олександра Григоровича Баглаєнка.
- 14 червня 2011 р. зліва від центрального входу Кременчуцька міська дитяча лікарня встановлена меморіальна дошка з рожевого полірованого граніту (82*56*3 см): портретне зображення і текст у 8 рядків: «Баглаєнко Олександр Григорович видатний хірург, завідуючий хірургічним відділенням. Працював у цій лікарні з 1976 по 2005 рік. Все вміння невтомних рук талановитого хірурга віддавав маленьким пацієнтам».[1][2]